# 41號美國國道商業線 (密西根州馬凱特)
41號美國國道商業線（英語：Business US Highway 41）是一條曾隸屬於41号美国国道的商業線，其起點和終點皆為與28號州道共線的41號國道。該商業線曾作為密西根州高速幹線系統（Michigan State Trunkline System）的一部分，並全程與當地兩條於19世紀中期馬凱特市早期城市規劃設立的主要幹道華盛頓街（Washington Street）和前街（Front Street）共線。該線於2005年改由馬凱特市府管理後解編。

## 路線簡介
41號國道商業線起於華盛頓街與41號國道和28號州道交會處，後者與41號國道共線；除了在41號國道東向車流匯入商業線這一動線設有紅綠燈外，其餘動線皆使用停止標誌管理車流。向東前進一小段後，華盛頓街拓寬成雙向四車道並設立一分隔島直至約300碼（270）後被一左轉車道取代。在麥克萊倫大街（McClellan Avenue）的交叉口設有紅綠燈，接著是通往馬凱特市區的上坡路。華盛頓街在經過市區的幾塊商業區後與林肯大街（Lincoln Avenue）南端相交並設有號誌，在通過路口之後轉向東南方；其路便被縮減成雙向二車道，但仍在各路口處設有供雙向車流使用的的左轉車道。經過林肯大街後，華盛頓街開始下坡，其中央左轉車道在經過第七街後隨著道路寬度變窄而消失。
經過位於第七街旁的哈洛公園（Harlow Park）後，該商業線進入市區：道路兩側開始出現零售店、餐廳等服務業。在華盛頓街和第三街的交叉口處設有一棟包含郵局和聯邦法院等聯邦機構的建物。商業線則在和華盛頓街同為市區商業活動聚集處的前街右轉進入前街，其路口位置距離蘇必略湖只差一個街區。在經過紀念雅克·馬凱特的馬凱特神父公園後，前街繼續朝南方前進並開始上坡。該商業線在前街透過馬凱特旁道（Marquette Bypass）匯入41號國道處抵達終點。

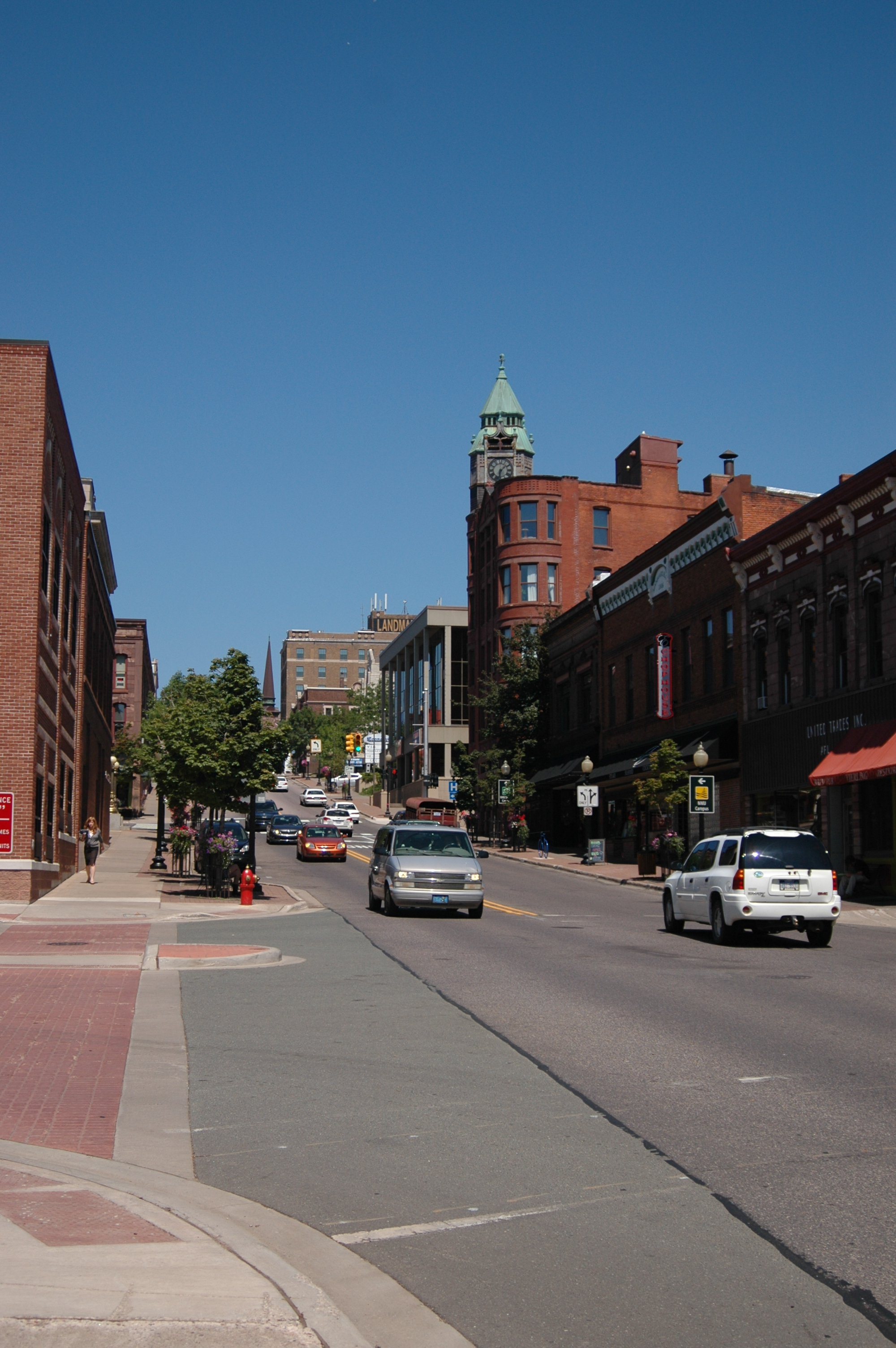
前街市區段

該商業線在由密西根州運輸部（Michigan Department of Transportation，MDOT）管理時屬於密西根州高速幹線系統的一環；運輸部曾出於其職責監控來往41號國道商業線的運量並計算該商業線的年平均日運量。運輸部於2004年測量出該線於林肯大街和前街之間的年平均日車流量為10272次，為密西根州高速幹線中運量最少者。該線在麥克萊倫大街和林肯大街之間的車流量最大，為19036次；前街則平均一天能達16309次的車流量。該商業線並沒有被列入美國國家高速公路系統之中。

## 歷史
馬凱特最早的定居者於1849年5月18日遷入，並於1855年規劃出當地的主要幹道。儘管當時的規劃是希望巴拉加大街成為馬凱特市區所在地，許多商家仍選擇把店面開在華盛頓街上。之後隨著馬凱特於1859年註冊為鎮並於1871年2月21日升格為市後，該市最早的市政廳也建於華盛頓街上。
在州政府設立密西根州高速幹線系統計畫後，州政府於1913年5月13日規畫出一條經過馬凱特市區的高速公路。該公路在1919年時曾作為15號密西根州州道的一部分，並在之後因美國國道系統的建立而改編為41號國道和28號州道的共線路段（即使當初規劃本應經過馬凱特市區的國道為102號）。除了特別為了高速公路而興建的馬凱特旁道外，其他被規劃為高速公路的部分早在1920年代前就已經完工。
在馬凱特旁道於1963年11月21日開放大眾使用後，沿著華盛頓街和前街的舊41號國道路線改為一尚未編制的商業線；其於1964年第一次以41號美國國道商業線的名稱出現在密西根州高速公路的地圖上。此路線在1975年曾加入密西根州州道路網，並在原美國國道編制之上增編為密西根州道28號商業線使其和位於馬凱特西邊的另一條商業線同名，該州道編制於1981年移除。
2005年4月，馬凱特市同意由密西根州運輸部將一部分曾由交通部管轄和維護的道路交換給馬凱特市管理，其中就包含了41號國道商業線。馬凱特市府則將麥克萊倫大街於41號國道以南的路段交由州政府管理以便州政府將553號州道延長至馬凱特旁道。管理權轉移的談判主要聚焦於密西根州運輸部是否會遵守規範麥克萊倫大道沿線車道的相關城市分區條例，以及馬凱特市政府可能需要承擔41號國道商業線的相關費用和責任。該協議在經過運輸部和馬凱特市政府批准後於2005年10月10日生效，41號美國國道商業線因此走入歷史；儘管有些當地地圖仍在除名多年後將通往馬凱特市區的道路標註為41號國道商業線且當地仍有公司行號在行銷時使用該路名，商業線的相關路標已於2005年11月9日全數拆除。

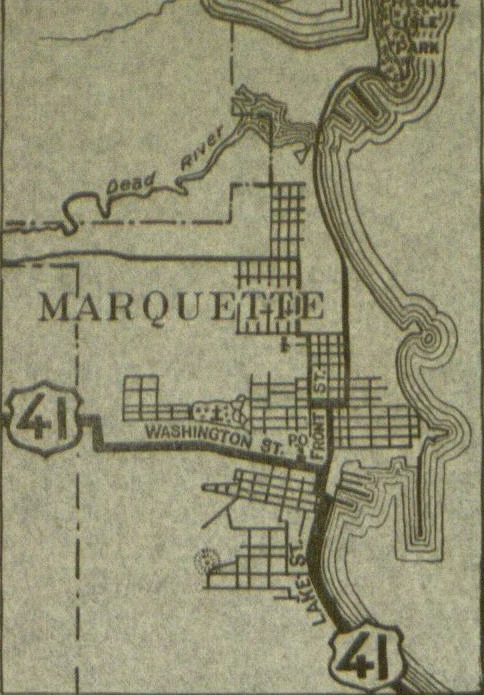
1927年的馬凱特

縱然馬凱特市府需維護41號國道商業線上的交通號誌，市府依據上述協議獲得價值兩百五十萬美元的州政府資金（若考慮通貨膨脹則相當於2021年的三百四十萬美元）以改進當時的華盛頓街：馬凱特市府將華盛頓街從林肯大街到第七街的路段由雙向四車道改為雙向二車道和一中央左轉車道並重建第五街以西的道路；其速限從原本的35英里每小時（56每小時）降至25英里每小時（40每小時）以因應出入街道兩旁公司的車流。前街和馬凱特旁道的交叉口於2010年改為圓環，並於同年8月19日開放。

## 主要路口
全線均位於馬凱特縣馬凱特境內。
| 英里                                       | 公里  | 接點                                         | 備註 |
| ------------------------------------------ | ----- | -------------------------------------------- | ---- |
| 0.000                                      | 0.000 | 41號美國國道／28號密西根州州道／LSCT         | 西端 |
| 2.343                                      | 3.771 | 41號美國國道／28號密西根州州道／LSCT（前街） | 東端 |
| 1.000英里＝1.609公里；1.000公里＝0.621英里 |       |                                              |      |